# Alberto Santiago Lovell
Alberto Santiago Lovell (Buenos Aires, 23 april 1912 – 16 maart 1966) was een Argentijns bokser die uitkwam bij de zwaargewichten.
Hij nam deel aan de Olympische Spelen in Los Angeles in 1932. In de Olympische finale versloeg hij Luigi Rovati en ging zo met de gouden medaille aan de haal.
Hij begon als prof te boksen in 1934. Zijn laatste kamp bokste hij in 1951 in zijn geboortestad Buenos Aires. In totaal kwam hij 88 maal als prof in de ring. Hij won 76 kampen (waarvan 55 in knock-out). In acht wedstrijden trok hij aan het kortste eind. Driemaal eindigde een partij onbeslist.
1904: Samuel Berger ·
1908: Albert Oldman ·
1920: Ronald Rawson ·
1924: Otto von Porat ·
1928: Arturo Rodríguez ·
1932: Alberto Santiago Lovell ·
1936: Herbert Runge ·
1948: Rafael Iglesias ·
1952: Ed Sanders ·
1956: Pete Rademacher ·
1960: Franco de Piccoli ·
1964: Joe Frazier ·
1968: George Foreman ·
1972: Teófilo Stevenson ·
1976: Teófilo Stevenson ·
1980: Teófilo Stevenson ·
1984: Henry Tillman ·
1988: Ray Mercer ·
1992: Félix Savón ·
1996: Félix Savón ·
2000: Félix Savón ·
2004: Odlanier Solís ·
2008: Rachim Tsjachkiev ·
2012: Oleksandr Usyk ·
2016: Jevgeny Tisjtsjenko ·
2020: Julio César La Cruz ·
2024: Lazizbek Mullojonov